# Adolf Reinach
Adolf Reinach (* 23. Dezember 1883 in Mainz; † 16. November 1917 bei Diksmuide, Belgien) war ein deutscher Philosoph, Phänomenologe, Sprachphilosoph sowie Rechtstheoretiker.

## Leben
Während der Schulzeit in Mainz interessierte sich Reinach für Platon. Im Jahre 1901 nahm er in München das Studium der Psychologie und Philosophie auf. Er studierte bei Theodor Lipps und wurde Mitglied des Lipps-Kreises (andere Mitglieder sind Moritz Geiger, Otto Selz, Aloys Fischer und Johannes Daubert). Ab 1903 studierte er die Werke von Edmund Husserl.
Im Jahre 1904 promovierte er bei Lipps Über den Ursachenbegriff im geltenden Strafrecht. Er setzte seine Studien in München fort, um einen Abschluss in Rechtswissenschaften zu erlangen. Er entschied sich aber für ein Semester nach Göttingen zu gehen, um bei Husserl zu studieren.
Im Jahre 1906/07 ging er nach Tübingen, wo er bei dem Rechtstheoretiker Ernst Beling studierte. Mit der Unterstützung von Husserl konnte Reinach sich in Göttingen im Jahre 1909 habilitieren. Im Jahre 1912 gründeten Adolf Reinach, Moritz Geiger und Alexander Pfänder das „Jahrbuch der Philosophie und phänomenologische Forschung“, dessen Herausgeber Husserl war.
Adolf Reinach heiratete am 14. September 1912 in Mainz die Physikerin Anna Stettenheimer. Zusammen mit ihr ließ er sich 1916 in Göttingen durch die Taufe in die evangelische Kirche aufnehmen.
Neben seiner Arbeit in der Phänomenologie und allgemeinen Philosophie hat Reinach –, lange vor John Langshaw Austin –, die Sprechakttheorie entwickelt. Seine Arbeit basierte auf Husserls Analyse der Bedeutung in den Logischen Untersuchungen und Dauberts Kritik derselben. Reinachs Arbeit die apriorischen Grundlagen des bürgerlichen Rechtes war die erste systematische Behandlung der Sprechakte. Pfänder forschte in der gleichen Zeit über ein ähnliches Thema. 

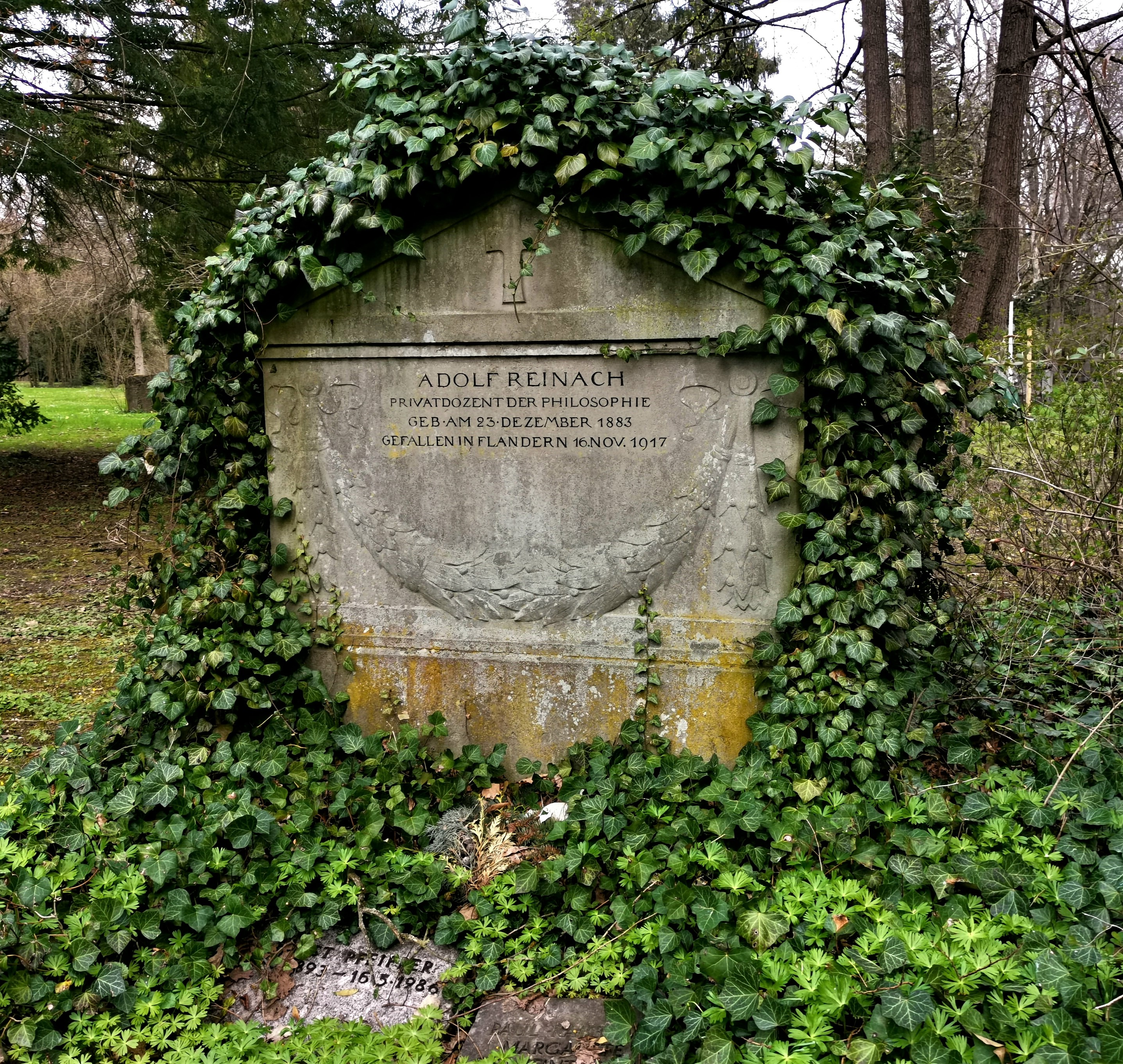
Grabstein Adolf Reinach auf dem Stadtfriedhof Göttingen

Nach der Publikation von Husserls Ideen zu einer reinen Phänomenologie und phänomenologischen Philosophie im Jahr 1913 nahmen nicht wenige Phänomenologen eine kritische Haltung zur Husserls neuen Theorien bzw. seiner Wende zum Idealismus und zur transzendentalen Phänomenologie ein. Eine Gruppe von Phänomenologen (Reinach, Daubert) blieb Husserls Frühwerk und dabei vor allem dessen Logischen Untersuchungen verbunden. Diese Richtung wird als Realistische Phänomenologie bezeichnet und ist der philosophischen Grundrichtung des Realismus zuzurechnen. 
Zu Beginn des Ersten Weltkrieges trat Reinach als Einjährig-Freiwilliger in die Armee ein. Am 16. November 1917 fiel er als Leutnant der Reserve bei Diksmuide in Belgien.
Reinach hatte Einfluss auf jüngere Phänomenologen so wie zum Beispiel Wilhelm Schapp, Dietrich von Hildebrand, Alexandre Koyré und Edith Stein, während er selbst hauptsächlich von Edmund Husserl, aber auch von Anton Marty und Johannes Daubert beeinflusst wurde.

## Schriften (Auswahl)
Aufsätze
- William James und der Pragmatismus. In: Welt und Wissen. Hannoversche Blätter für Kunst, Literatur und Leben, Bd. 198 (1910), S. 45–65.
- Kants Auffassung des Humeschen Problems. In: Zeitschrift für Philosophie und philosophische Kritik, Bd. 141 (1911), S. 176–209.
- Die obersten Regeln der Vernunftschlüsse bei Kant. In: Kant-Studien, Jg. 16 (1911), S. 214–233, ISSN 0022-8877
- Zur Theorie des negativen Urteils. In: Alexander Pfänder (Hrsg.): Münchener Philosophische Abhandlungen. Festschrift für Theodor Lipps. Verlag  J. A. Barth, Leipzig 1911, S. 196–254.
- Die Überlegung. Ihre ethische und rechtliche Bedeutung I. In: Zeitschrift für Philosophie und philosophische Kritik, Bd. 148 (1912), S. 181–196.
- Die Überlegung. Ihre ethische und rechtliche Bedeutung II. In: Zeitschrift für Philosophie und philosophische Kritik, Bd. 149 (1913), S. 30–58.
- Paul Natorps „Allgemeine Psychologie nach kritischer Methode“. In: Göttingische Gelehrte Anzeigen, Bd. 176 (1914), Heft 4, S. 193–214, ISSN 0017-1549.

Monographien
- Über den Ursachenbegriff im geltenden Strafrecht. Verlag J. A. Barth, Leipzig 1905, (zugl. Dissertation, Universität München 1905).
- Zur Phänomenologie des Rechts. Die apriorischen Grundlagen des bürgerlichen Rechts. Verlag VDM Müller, Saarbrücken 2007, ISBN 978-3-8364-0761-8 (Nachdr. d. Ausg. München 1953).[3]

Werkausgabe
- Karl Schuhmann (Hrsg.): Sämtliche Werke. Textkritische Ausgabe in zwei Bänden. Philosophia-Verlag, München 1989, ISBN 3-88405-015-X.

1. Die Werke. 1989. XVIII, 611 S.
2. Kommentar und Textkritik. 1989, S. 613–848.